# Mechelininkatu
Mechelininkatu (suédois : Mechelingatan) est une rue à l'ouest du centre ville d'Helsinki en Finlande.

## Description
La rue Mechelininkatu mène de Ruoholahti à Taka-Töölö.
Elle part du quai de Jätkäsaari, sa partie méridionale longe le cimetière d'Hietaniemi, et sa partie septentrionale traverse le parc Sibelius et passe a proximité du monument Sibelius. 
La partie centrale de la rue, située à Etu-Töölö, entre Pohjoinen rautatiekatu et Sibeliuksenkatu est une esplanade. 
Au nord, la rue se termine au croisement de Linnankoskenkatu et de Topeliuksenkatu, d'où part la rue Nordenskiöldinkatu qui mène à Pasila.

## Lieux et monuments
- Hôpital de Maria
- Cimetière d'Hietaniemi
- Parc Sibelius
- Esplanade d'Hesperia
- Centre finlandais de l'environnement

## Rues croisées
- Arkadiankatu
- Rues du chemin de fer
- Topeliuksenkatu
- Linnankoskenkatu
- Caloniuksenkatu
- Kesäkatu
- Leppäsuonkatu
- Perhonkatu
- Hietaniemenkatu
- Hietalahdenranta

## Transports
Le tramway 8 longe sa partie centrale jusqu'à son croisement de Caloniuksenkatu.

## Histoire
Mechelininkatu est nommée, en 1917, en l'honneur de Leo Mechelin, auparavant elle faisait partie de Nordenskiöldinkatu.
Cependant sa partie méridionale, jusqu'au croisement de Hietaniemenkatu, est nommée  Kalmistokatu. 
Ce nom changera en 1954 à la demande de l'hôpital de Maria qui ne souhaitait pas être à  une telle adresse (Kalmistokatu signifie rue du cimetière).

## Galerie

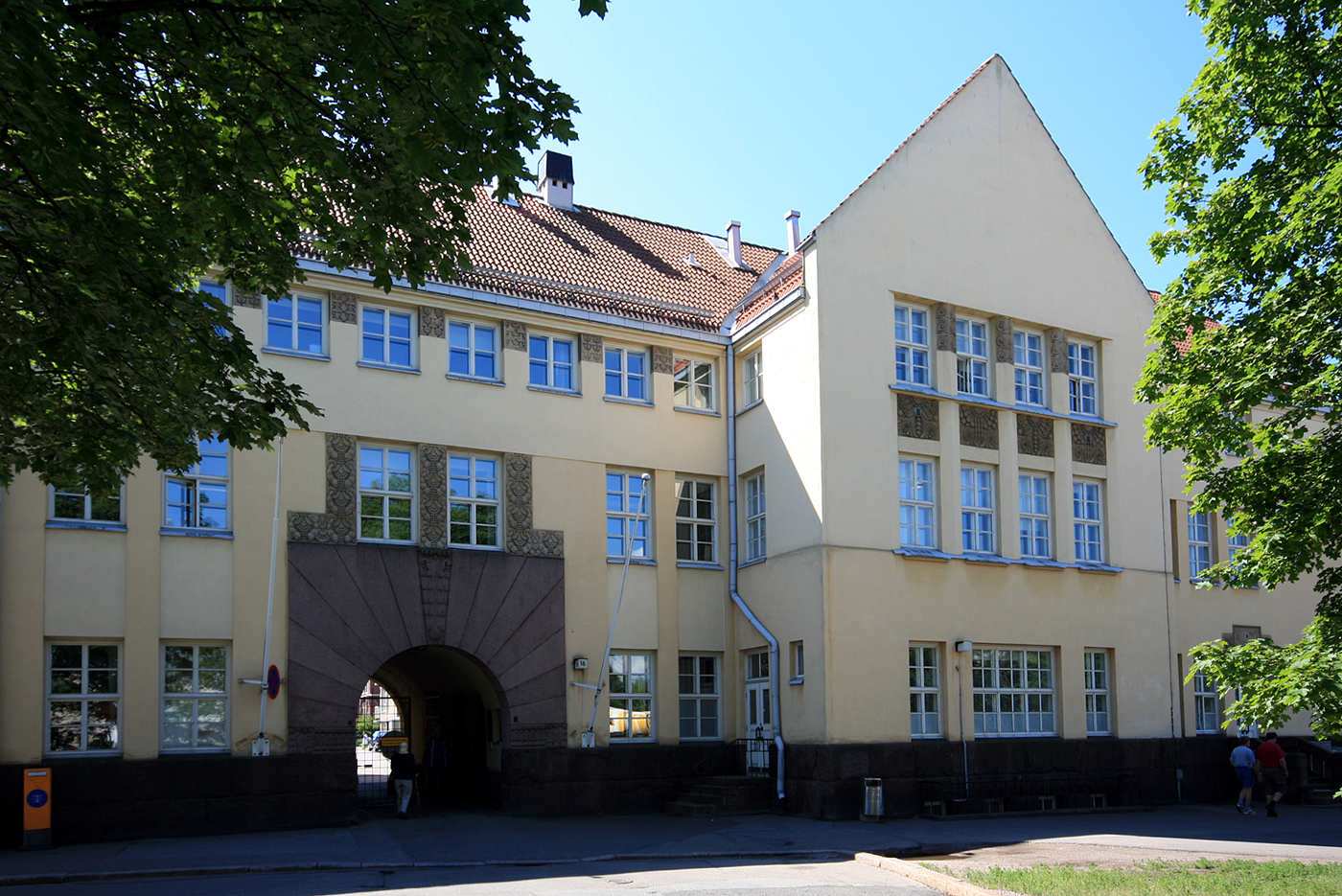
L'hôpital de Maria dans Lapinlahdenkatu[2].
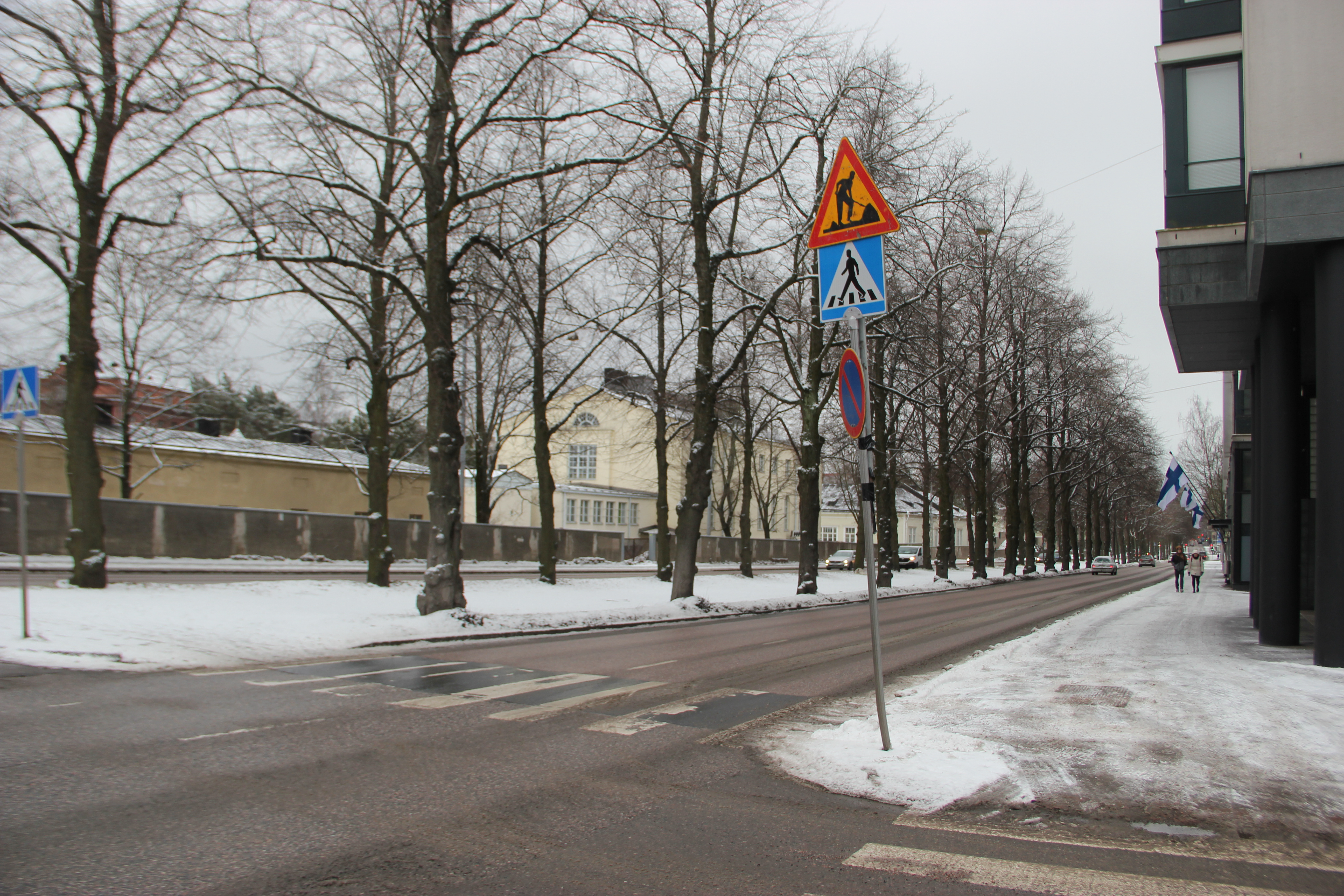
Tilleuls dans Mechelininkatu en février 2017.
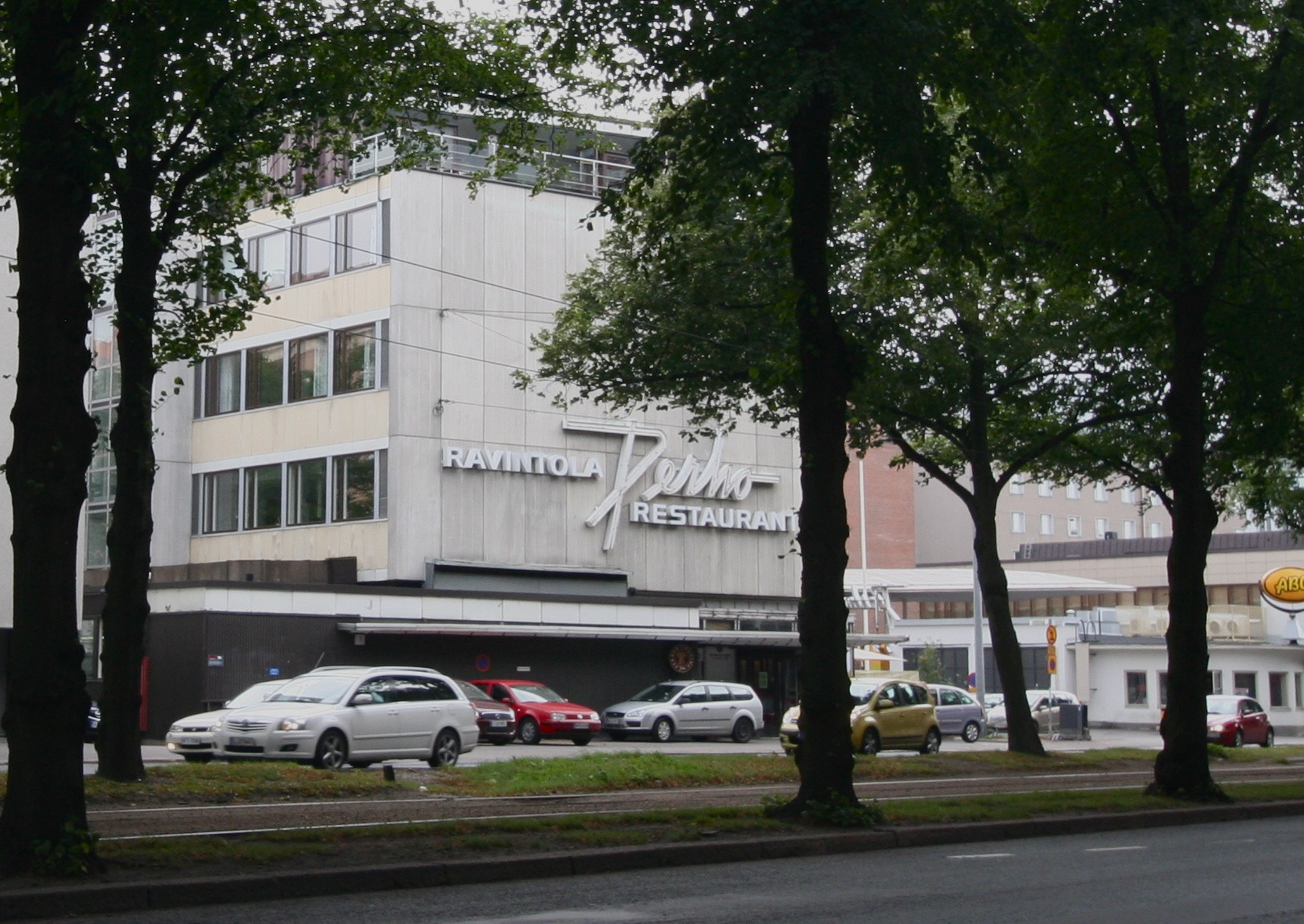
Restaurant pédagogique Perho[3].
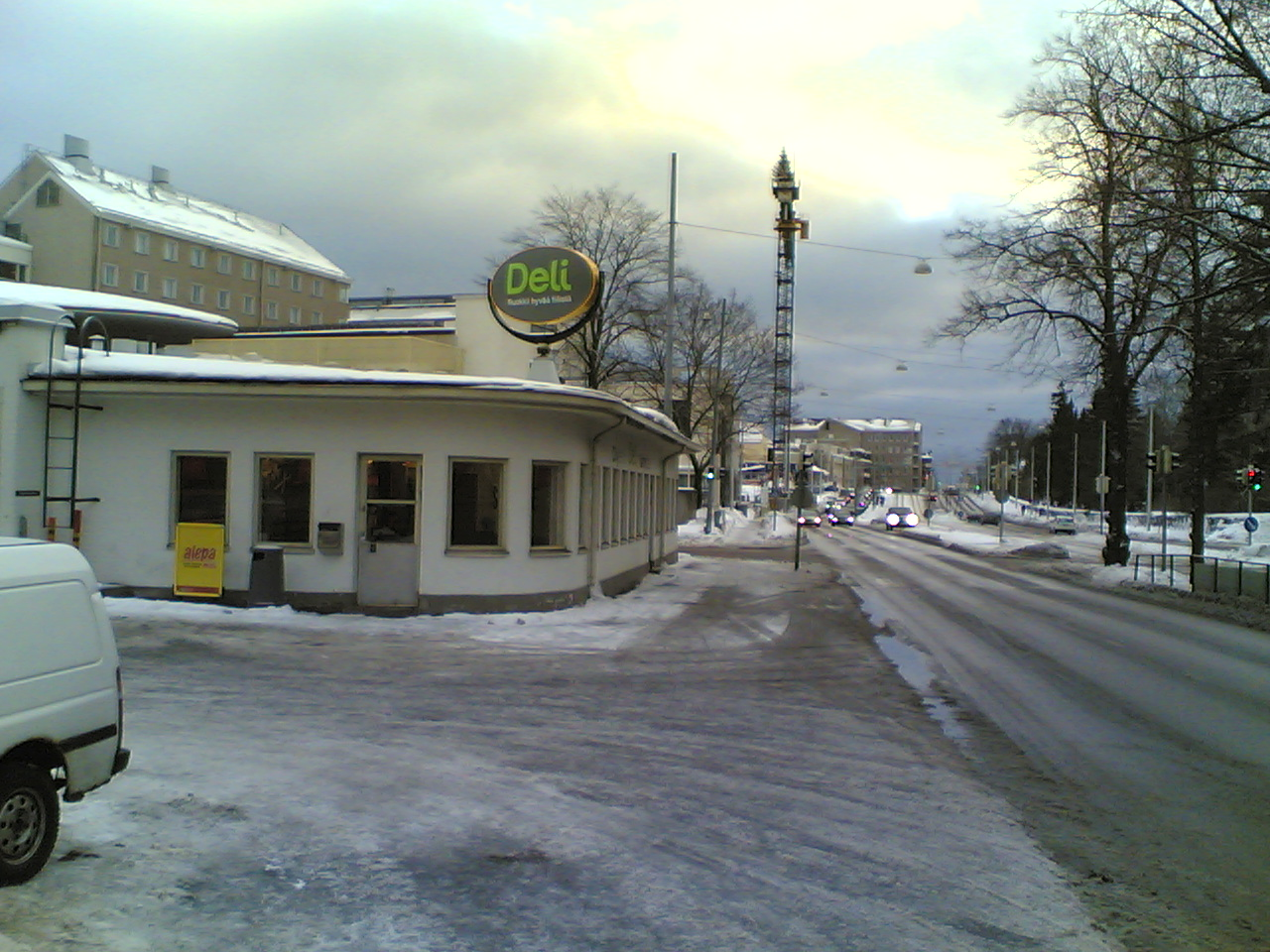

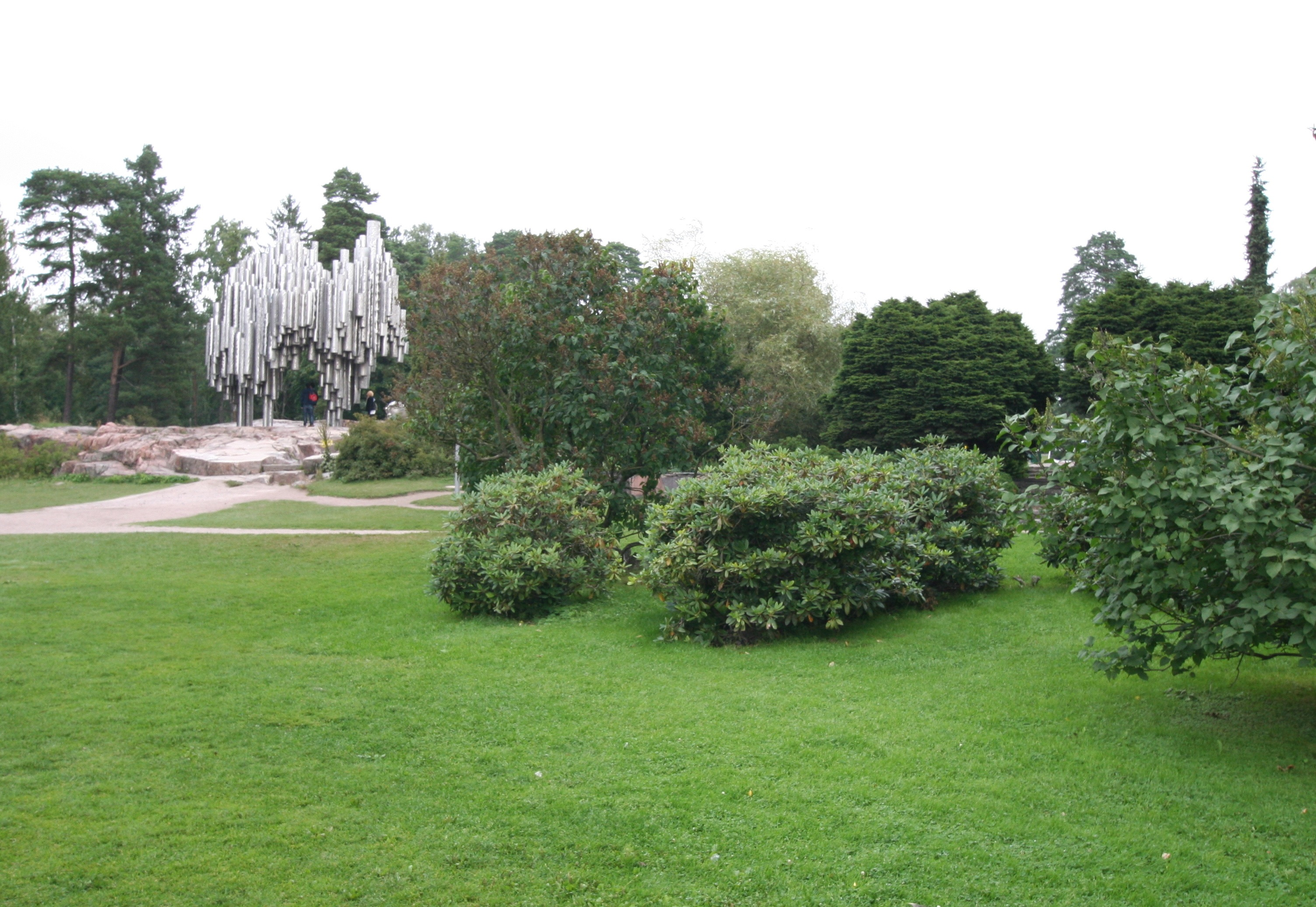
Parc Sibelius
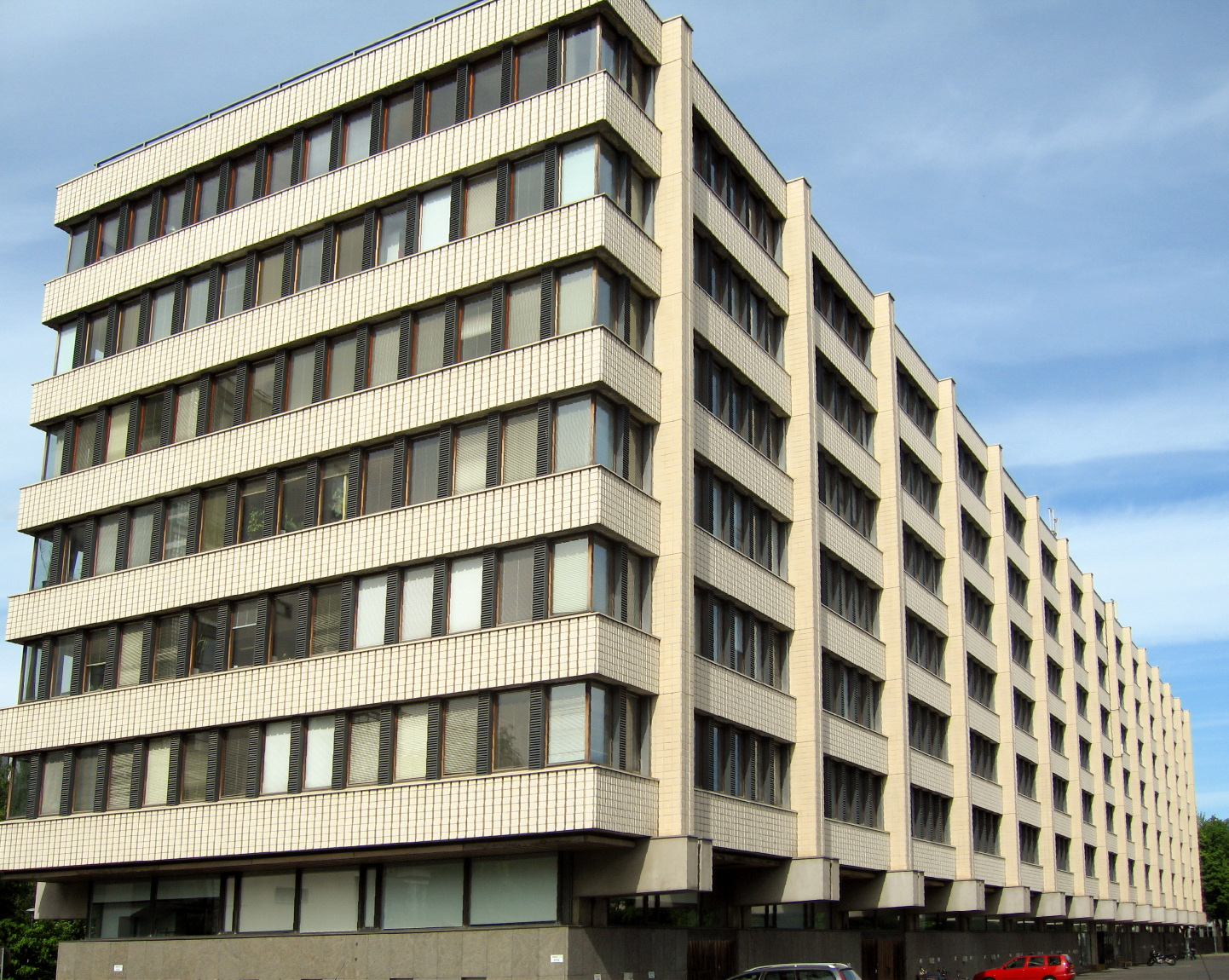
Centre de l'environnement, Mechelininkatu 34a.
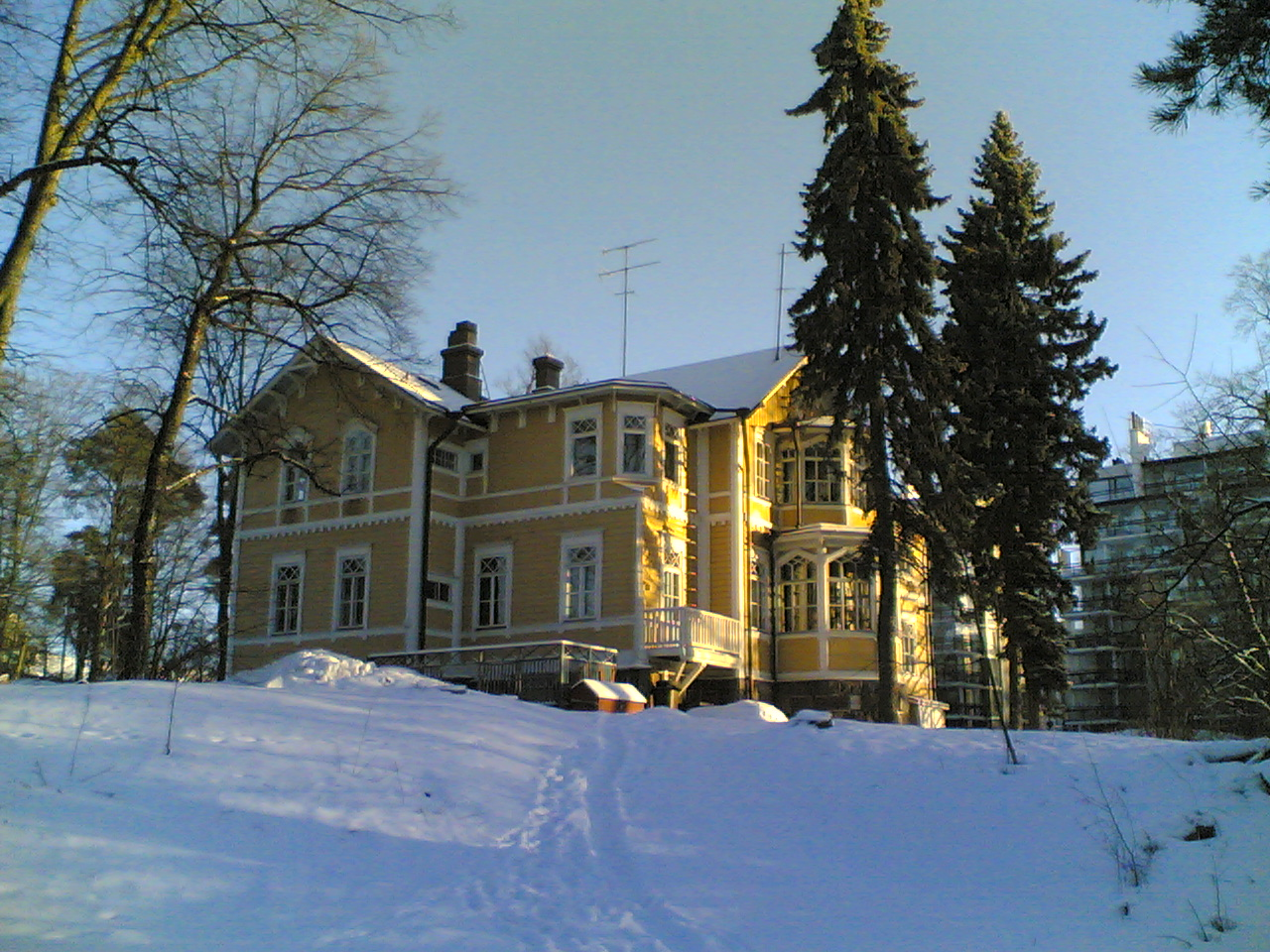
Villa Pauling au Mechelininkatu 36.
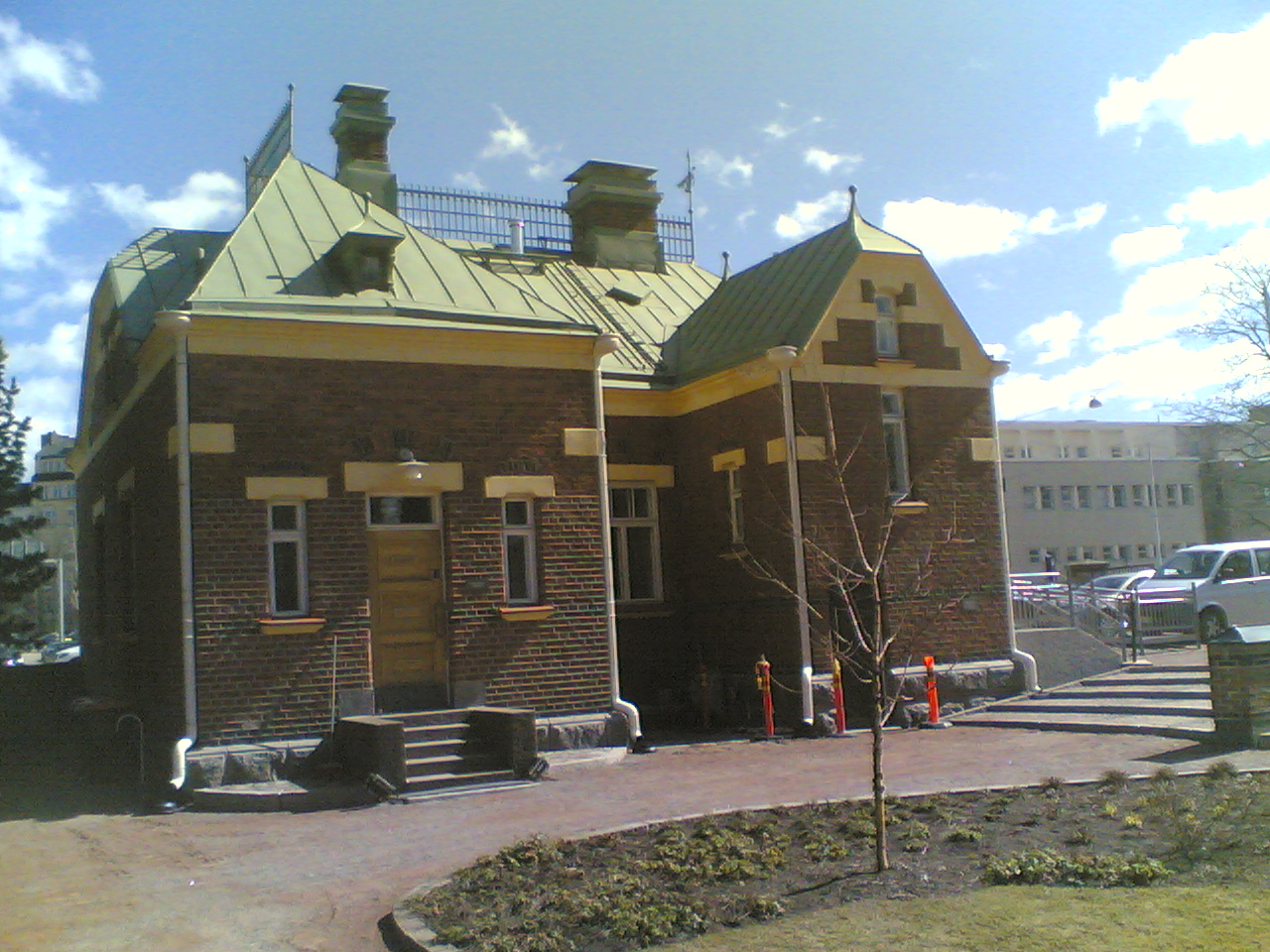
Ancienne eglise orthodoxe.